# Sport Club Pacífico
El Sport Club Pacífico es un club de fútbol del departamento General Alvear, Provincia de Mendoza, Argentina. Fue fundado el 24 de septiembre de 1922. Su principal actividad es el fútbol pero también brinda otras disciplinas como baloncesto, bochas, pelota paleta y voleibol.
Juega como local en el Estadio Gigante de Cemento, que tiene una capacidad aproximada para albergar a 10000 espectadores.
Tras la eliminación del Federal B actualmente milita en el Liga Alvearense de Fútbol, en el Torneo Regional Federal Amateur 2024-25 quedó eliminado en 1a. Fase dónde compartía grupo con Ferro, Argentinos y el Porvenir.
El ídolo máximo del club es Guillermo Bordnaski, jugador que salió de las divisiones inferiores del club. Su clásico es el Andes Foot-Ball Club, al cual Pacífico le lleva una gran diferencia a favor de partidos y torneos ganados.

## Historia

### Fundación
Oficialmente, el Sport Club Pacífico es creado el 24 de septiembre de 1922 y no el 22 del mismo mes, tal cual se conocía con anterioridad. El primer libro de actas original del club detalla que ese día, a las 10:30hs y en la casa de Don José Natella, los interesados en sumar una nueva institución deportiva, un “Club Sportivo”, al departamento, y que sería el segundo club de fútbol luego de la fundación del Andes Football Club en 1916, se reunieron con la finalidad de darle impulso a una entidad que propiciaría 3 deportes fundamentalmente: el fútbol, el box y el tenis. La crónica oficial revela entonces que Pacífico nace el 24 de septiembre y que la primera comisión directiva fue presidida por el anfitrión, José Natella. Todos los clubes tienen más de una fecha: La primera cuando varios futuros socios deciden crear un club; la segunda cuando van al escribano y hacen el acta fundacional, y la tercera cuando la autoridad de aplicación les concede la personeria. Siempre es así. No hay otra manera de hacer un club. 
En esa primera reunión, los fundadores del club decidieron nombrar presidente honorario de la entidad al “Señor Roberts”, quien se desempeñaba como jefe de Tráfico de Cuyo del Ferrocarril del Pacífico, rama vial vinculada directamente con la nueva institución, ya que le dio su nombre, y frente a cuya estación se creó el club. El texto de la primera acta del Sport Club pacífico, de manera completa y textual, afirma lo siguiente: 

En el departamento de General Alvear (Barrio de San Carlos), a los 24 días de septiembre de 1922, se congregaron a las diez y treinta horas los que suscriben (con vecinos) en la casa del señor José Natella a invitación de este.  Actos continuo el señor Natella tomó la palabra y se expresó a los concurrentes, que la invitación tenía por objeto cambiar ideas sobre la fundación de un Club Sportivo, que abarque todos los deportes, como base de la educación física.  El señor Luis Aredes Barrionuevo hace una moción para que se nombre un presidente y un secretario interino, así se hizo, recayendo la elección en los señores José Natella y Pedro Ortiz respectivamente; por unanimidad y a moción del señor José Natella se dispuso se llamara a la nueva institución Sport Club Pacífico. Después de deliberarse acerca de que deportes se tomarían como base fundamental, se dispuso por mayoría propiciar al tenis, al fútbol y al box, y en lo que atañe a los demás deportes proceder de acuerdo a lo que establezcan los estatutos. Hubo consentimiento general a la moción del señor Luis Aredes Barrionuevo de nombrar la Comisión Directiva permanente recayendo en los siguientes señores: Presidente: José Natella, Vicepresidente: Señor Pedro Molina, Secretario: Veresmundo Martínez Prieto, pro secretario: José Furlotti, Tesorero: Ángel Quiles, protesorero: Manuel Sánchez, Vocales: Juan Quiles, Luis Aredes Barrionuevo, José Cañadas, Graciano Ravanal, Alfredo Peralta.  El señor José Natella propuso como socios protectores a los señores Juan Lana, Mariano Sánchez, Abdón Prieto, Hugo Bárriga, Julio Rico, Mario Castro, Víctor Velazco, propuesta que tuvo consentimiento general. Se nombró una comisión pro Estatutos del Centro Sportivo, para estudiar y confeccionar los mismos; Dicha comisión resultó integrada por los señores Luis Aredes Barrionuevo, José Natella, José Furlotti, Veresmundo Prieto.  Se propuso por unanimidad presidente honorario al Sr. Roberts (Jefe de Tráfico de Cuyo F.C.P. Ferrocarril del Pacífico). A moción del señor Luis Aredes y con conformidad de los concurrentes se emplazó a la comisión pro Estatutos, para que hicieran entrega de ellos al 7 de octubre próximo, fecha en que serán considerados, por una asamblea que a tal efecto se convocará. Se apoyó la moción del señor Natella que la cancha de tenis y fútbol sean en el terreno ubicado frente a la casa de los señores Lana y Molina y estación del F.C.P. con tal efecto se pasará una nota a la Intendencia Municipal del Departamento, solicitando su ocupación. El señor Pedro Ortiz manifiesta que pertenecía a otro club y si en esas condiciones podía ser socio del Sport Club Pacífico. Después de dicha discusión la asamblea consideró que para ser socio de esta naciente institución tendría que renunciar a la otra asociación a que pertenece; manifestando el señor Ortiz que eso no podría hacerlo, considerándoselo por lo tanto al señor Pedro Ortiz como que no toma parte en el Sport Club Pacífico. Siendo las 12 y 20 horas se levantó la sesión con repetidas vivas y hurras al Sport Club Pacífico, dándose por terminada la asamblea.[cita requerida]

### Afiliación a la AFA
En 2010 accedió a través de la Liga Alvearense al Torneo del Interior, 5ª categoría de la AFA, en esa temporada llegó a la Segunda Fase siendo eliminado por Andes Talleres. En la temporada 2011 volvió a acceder y en ella superó la primera ronda, eliminó a Tunuyán Sport Club en la Primera Fase pero fue eliminado por Huracán Las Heras en la segunda. En la temporada 2012 dejó su mejor desempeño, finalizó 1° en su zona de grupo y en la disputa por el primer ascenso eliminó a Palmira en 32avos de final, a Huracán (SR) en los 16avos pero fue eliminado por el Centro Empleados de Comercio (CEC) en los octavos.

### Invitación al Argentino B
A mediados de 2012, fue uno de los 40 clubes invitados a participar del Argentino B, en la Etapa Clasificatoria finalizó 4° en la Zona 3 y ingresó a Segunda Fase donde terminó 3° en la Zona C quedando fuera de la Tercera Fase. Las siguientes temporadas fueron pobres para el club al no lograr pasar la Primera Etapa aunque lejos del descenso. En la edición de transición 2016 optó por no participar sin riesgo de perder la categoría.

### Histórica temporada 2016/17
En el Torneo Complementario 2016 finalizó segundo en la Zona B de la Región Cuyo clasificando a la Segunda Fase y a la Copa Argentina 2016-17. En la 2ª fase fue eliminado por Colón Juniors.
Por Copa Argentina, accedió a la Fase Preliminar Regional y en ella eliminó a Huracán Las Heras, Sportivo Peñarol y Estudiantes de Río Cuarto accediendo a la fase final. El domingo 11 de junio de 2017 se escribió la página más gloriosa en la historia del club. Ese día, en un partido correspondiente a los treintaidosavos de final de la Copa Argentina, disputado en el estadio Florencio Sola, del Club Atlético Banfield, el Albinegro, que se preparaba para disputar el Torneo Federal B, se enfrentó con Estudiantes de La Plata, club de Primera División, y lo derrotó por 3 a 2, eliminándolo de la competencia. Sin embargo, su continuidad en la copa quedó truncada en los dieciseisavos de final donde cae 3 a 1 ante Atlanta.

## Afición
La hinchada del Sport Club Pacífico es apodada "La 74".

## Estadio
El Sport Club Pacífico juega como local en su estadio, llamado "El Gigante de cemento", ubicado en Av. Libertador General San Martín Norte 650.

## Palmarés

### Títulos provinciales
- Liga Alvearense de Fútbol (27): 1946, 1947, 1950, 1952, 1953, 1955, 1956, 1958, 1959, 1961, 1963, 1967, 1968, 1974, 1975, 1976, 1977, 1978, 1979, 1980, 1982, 1983, 1992, 1998, 1999, 2000, 2003, 2013, 2018.[5]

## Datos del club

### Participaciones en campeonatos de laAFA
Segunda categoría:
- Temporadas en el Torneo Regional: 8 (1975, 1976, 1977, 1978, 1979, 1982, 1983 y 1984[6])[7]

Mejor puesto: Tercera etapa (1976)
Peor puesto: Primera Fase
Tercera categoría:
- Temporadas en el Torneo del Interior: 2 (1993/94 y 1994/95)

Mejor puesto: Segunda Fase
Cuarta categoría:
- Temporadas en Federal B: 5 (2014, 2015, 2016, C. 2016 y 2017)
- Temporadas en Argentino B: 2 (2012-13 y 2013-14)

Quinta categoría:
- Temporadas en Argentino C: 3 (2010, 2011 y 2012)

### Participaciones en copas nacionales
| Torneo         | Año     | Posición                |
| -------------- | ------- | ----------------------- |
| Copa Argentina | 2013-14 | Fase Inicial Regional I |
| Copa Argentina | 2016-17 | Dieciseisavos de final  |